# Wang Hao
Wang Hao (kinesiska: 王皓, pinyin: Wáng Hào, född 15 december 1983 i Changchun, Jilin, Kina) är en kinesisk före detta bordtennisspelare. Wang Hao är en penfattad spelare vilket innebär att han håller racketen genom tummen, pekfingret och sedan stödjer han med sina fingrar på baksidan. 
Wang Hao blev världsmästare i bordtennis i maj 2009 i Yokohama, Japan där han besegrade 3 faldige världsmästaren Wang Liqin. Wang Hao har vunnit 7 guld-, 2 silver- och 1 bronsmedalj i bordtennis. Han har även vunnit Asiatiska mästerskapen i singel och lag 2003 och 2007.
Han vann guldmedalj i asiatiska spelen 2006 i Doha i singeln och lag. 2007 i Barcelona och 2008 i Liège vann han guldet i World Cup i singeln. Wang Hao vann silvermedalj i singeln i OS 2004 i Aten och i OS 2008 i Peking. 
Han har nu gått i pension och börjat som en bordtennistränare.

## Meriter

### Olympiska meriter

#### Olympiska sommarspelen 2008
| Idrottare | Gren   | Grundomgång          | Omgång 1             | Omgång 2             | Omgång 3             | Omgång 4             | Kvartsfinal          | Semifinal            | Final                |  |
| Idrottare | Gren   | Motståndare Resultat | Motståndare Resultat | Motståndare Resultat | Motståndare Resultat | Motståndare Resultat | Motståndare Resultat | Motståndare Resultat | Motståndare Resultat |  |
| --------- | ------ | -------------------- | -------------------- | -------------------- | -------------------- | -------------------- | -------------------- | -------------------- | -------------------- |  |
| Wang Hao  | Singel |                      |                      |                      | Chen (AUT) W 4-0     | Kan (JPN) W 4-1      | Ko (HKG) W 4-1       | Persson (SWE) W 4-1  | Ma (CHN) L 1-4       |  |